# Маргарита Кордова
Маргарита Кордова (англ. Margarita Cordova; нар. 26 лютого 1939, Гвадалахара, Халіско, Мексика) — американська акторка та танцюристка.

## Життєпис
Народилася 26 лютого 1939 року у мексиканському місті Гвадалахара, штат Халіско. Вступила у шлюб з музикантом Кларком Алленом, з яким познайомилася у Парижі, та понад рік прожила в Гранаді, Іспанія, вивчаючи культуру іспанських циганів та музику фламенко. По поверненню до США вони створили низку музичних шоу, показаних у Лос-Анджелесі та Нью-Йорку, а також керували нічним клубом «El Cid» на бульварі Сансет. У шлюбі народилися двоє дітей — донька Анджела Аллен, художниця, та син Девід Кларк Аллен, музикант та фотограф, які у 1970—1975 роках були членами американо-британського музичного гурту Carmen у жанрі фламенко-рок. Пізніше Кордова та Аллен розлучилися.
1961 року з'явилася в невеликій ролі Ніки, танцюристки фламенко у фільмі «Одноокі валети» Марлона Брандо. Пізніше багато знімалася на телебаченні: у серіалах «Велика долина», «Дні нашого життя», «Санта-Барбара», «Любов і таємниці Сансет-Біч», «Криміналісти: мислити як злочинець» та багатьох інших. Повна фільмографія акторки налічує понад 60 ролей у фільмах та серіалах.

## Вибрана фільмографія
| Рік       |   | Українська назва                   | Оригінальна назва                   | Роль                       |
| --------- | - | ---------------------------------- | ----------------------------------- | -------------------------- |
| 1960      | с | Сутінкова зона                     | The Twilight Zone                   | дівчина на ТБ              |
| 1961      | с | Майкл Шейн                         | Michael Shayne                      | танцюристка фламенко       |
| 1961      | ф | Одноокі валети                     | One-Eyed Jacks                      | Ніка, танцюристка фламенко |
| 1962      | с | Шаєнн                              | Sheyenne                            | Аніта Родрігес             |
| 1962      | ф | Чотири вершники Апокаліпсису       | The Four Horsemen of the Apocalypse | Аніта                      |
| 1963      | с | Гейзел                             | Hazel                               | сеньйора Вільянуева        |
| 1964      | с | Подорожі Джеймі Макфізерса         | The Travels of Jaimie McPheeters    | Флоррі                     |
| 1964      | с | Агенти U.N.C.L.E.                  | The Man from U.N.C.L.E              | латиноамериканка           |
| 1968—1969 | с | Велика долина                      | The Big Valley                      | Роса / Елена Сантос        |
| 1969—1970 | с | Димок зі ствола                    | Gunsmoke                            | дівчина в салуні           |
| 1970      | с | Віргінці                           | The Virginian                       | тітка Маргарита            |
| 1970      | с | Високий чапарраль                  | The High Chaparral                  | Констанца                  |
| 1971      | с | Кімната 222                        | Room 222                            | місіс Сантос               |
| 1971      | с | Маркус Велбі, лікар                | Marcus Welby, M.D.                  | Сокорро Ледесма            |
| 1977      | с | Лу Грант                           | Lou Grant                           | Ерлінда Рамірес            |
| 1978      | с | Поліцейська історія                | Police Story                        | Єва                        |
| 1984—1993 | с | Санта-Барбара                      | Santa Barbara                       | Роза Андраде               |
| 1987      | с | Дні нашого життя                   | Days of Our Lives                   | доктор Ернандес            |
| 1988      | с | Даллас                             | Dallas                              | Марія                      |
| 1991      | с | Небезпечна жінка                   | Dangerous Women                     | місіс Флорес               |
| 1997—1999 | с | Любов і таємниці Сансет-Біч        | Sunset Beach                        | Кармен Торрес              |
| 1998      | с | Полтергейст: Спадщина              | Poltergeist: The Legacy             | Долорес Санчес             |
| 2003      | с | Сильні ліки                        | Strong Medicine                     | Олівія                     |
| 2006      | с | Криміналісти: мислити як злочинець | Criminal Minds                      | Ніна Вільянуева            |

## Номінації
1999 року Маргарита Кордова була номінована на премію ALMA у категорії Найкраща акторка в денній мильній опері за роль Кармен Торрес у серіалі «Любов і таємниці «Сансет-Біч».